# Pierre Hedin
Pierre Hedin (* 19. Februar 1978 in Örnsköldsvik) ist ein ehemaliger schwedischer Eishockeyspieler.

## Karriere
Der 1,86 m große Verteidiger begann seine Karriere in den Nachwuchsmannschaften von MoDo Hockey Örnsköldsvik, für die er schließlich bis zum Ende der Saison 2002/03 in der ersten Elitserien spielte. Beim NHL Entry Draft 1999 wurde er als 239. in der achten Runde von den Toronto Maple Leafs ausgewählt (gedraftet).
Für die Maple Leafs absolvierte er jedoch nur drei NHL-Spiele und wechselte schon nach einem Jahr zurück zu MoDo. In der Saison 2005/06 stand der Schwede für den DEL-Rekordmeister Adler Mannheim auf dem Eis, über den HC Ambrì-Piotta gelangte er aber schon 2006 erneut zurück zu seinem Heimatclub, mit dem er 2007 zum ersten Mal in seiner Karriere Schwedischer Meister werden konnte. Für die Saison 2009/10 unterschrieb Hedin einen Vertrag beim ERC Ingolstadt in der DEL. Allerdings trennte sich der Verein schon in der Vorbereitung vom Spieler, der daraufhin in seine Heimat zu Södertälje SK wechselte. Dort spielte er zwei Jahre lang, ehe er sich zur Saison 2011/12 dem Ligarivalen Timrå IK anschloss. Nach einer Spielzeit im Trikot der Red Eagles beendete der Schwede seine aktive Karriere.

### International
Für die schwedische Eishockeynationalmannschaft absolvierte Pierre Hedin die U20-Junioren-Weltmeisterschaft 1998, für die Senioren stand er bei der WM 2002 auf dem Eis.

## Erfolge und Auszeichnungen
- 1996 Bronzemedaille bei der U18-Junioren-Europameisterschaft
- 1998 All-Star-Team der U20-Junioren-Weltmeisterschaft
- 2004 AHL All-Star Classic
- 2007 Schwedischer Meister mit MODO Hockey

## Karrierestatistik
(Legende zur Spielerstatistik: Sp oder GP = absolvierte Spiele; T oder G = erzielte Tore; V oder A = erzielte Assists; Pkt oder Pts = erzielte Scorerpunkte; SM oder PIM = erhaltene Strafminuten; +/− = Plus/Minus-Bilanz; PP = erzielte Überzahltore; SH = erzielte Unterzahltore; GW = erzielte Siegtore; 1 Play-downs/Relegation; Kursiv: Statistik nicht vollständig)